# Louis Maimbourg

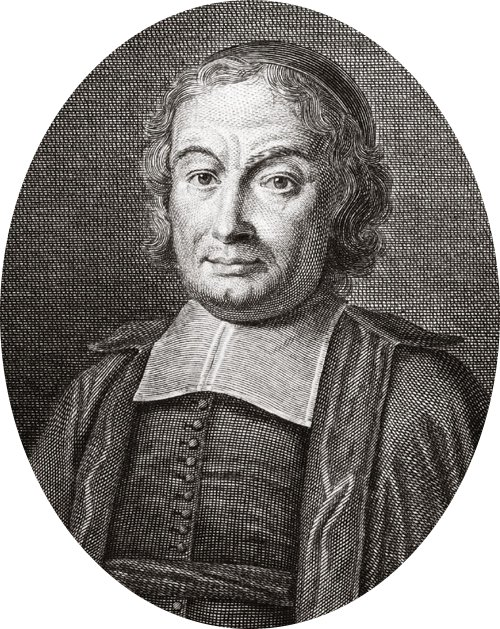
Porträt Maimbourgs aus Ders.: Histoire Du Pontificat De Saint Leon Le Grand, Barbin, Paris 1687 (Frontispiz)

Louis Maimbourg (* 10. Januar 1610 in Nancy; † 13. August 1686 in Paris) war ein lothringischer Kleriker, der 1626 bis 1681 dem Jesuitenorden angehörte, und ein Historiker.

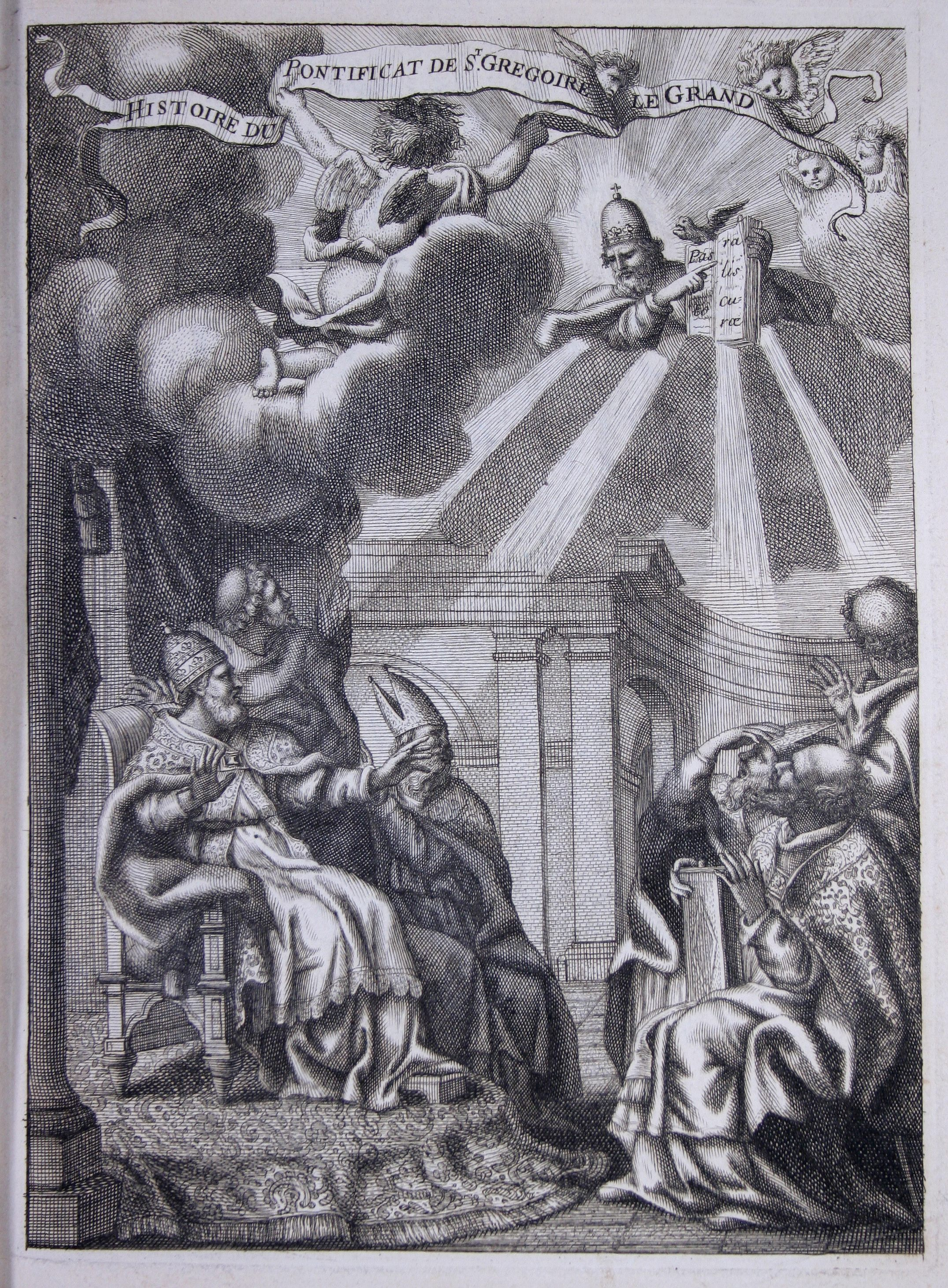
Histoire du pontificat de S. Grégoire-le-Grand

## Leben und Werk

### Jesuit (1626–1681)
Maimbourg, in Nancy geboren, das zu dieser Zeit zum Heiligen Römischen Reich gehörte, trat am 20. Mai 1626 dem Jesuitenorden bei, wobei er zunächst im Jesuitenkolleg lebte, das seine vermögenden Eltern in Nancy gestiftet hatten. Nach einer Einübungszeit in Dijon von 1630 bis 1634 studierte er Theologie bis 1636 in Paris und anschließend bis 1638 an der römischen Gregoriana. 1637 wurde er ordiniert, lehrte die nächsten zehn Jahre Rhetorik und Philosophie am Jesuitenkolleg Rouen und legte am 29. Mai 1644 seine Profess ab. Ab 1643 war er Prediger in Bourges, zog dann nach Paris ins Collège Clermont.
In dieser Zeit geriet er in Konflikt mit den Jansenisten, insbesondere wegen ihrer Bibelübersetzung, und verfasste von 1667 bis 1673 polemische Schriften. Als er sich im Streit zwischen Ludwig XIV. und Papst Innozenz XI. um die Gallikanischen Artikel vehement für den König einsetzte, verbannte ihn der Papst, bzw. sein Ordensgeneral Juan Pablo Oliva 1681 aus dem Jesuitenorden. Der König seinerseits übertrug ihm eine Pension und das Recht, in der Abtei St-Victor in Paris zu wohnen.

### Historiker
Maimbourg wurde ein Historiker, von dem Voltaire bedauerte, dass er zu sehr vernachlässigt worden sei, wohingegen Pierre Bayle seine Histoire du Calvinisme, zunächst unter Pseudonym veröffentlicht, scharf kritisierte. Doch wurde der Name des Verfassers bald bekannt und seine Bücher ab 1683 in Frankreich verboten.
Schon Maimbourgs Histoire du Luthéranisme, die wissenschaftlich als von geringer Bedeutung gilt, veranlasste seine Gegner, umfassende, wissenschaftlich sehr viel länger haltbare Gegenarbeiten vorzulegen. In diesem Falle gilt die Arbeit von Veit Ludwig von Seckendorff Commentarius historicus et apologeticus de Lutheranismo seu de reformatione als „noch lange grundlegend für jede Beschäftigung mit der Reformation“; sie erschien 1688 bis 1692 in Leipzig.
Mehrere seiner historischen Werke (siehe die Kennzeichnung unten) wurden durch die römisch-katholische Glaubenskongregation in mehreren Dekreten zwischen 1680 und 1687 auf den Index der verbotenen Bücher gesetzt.

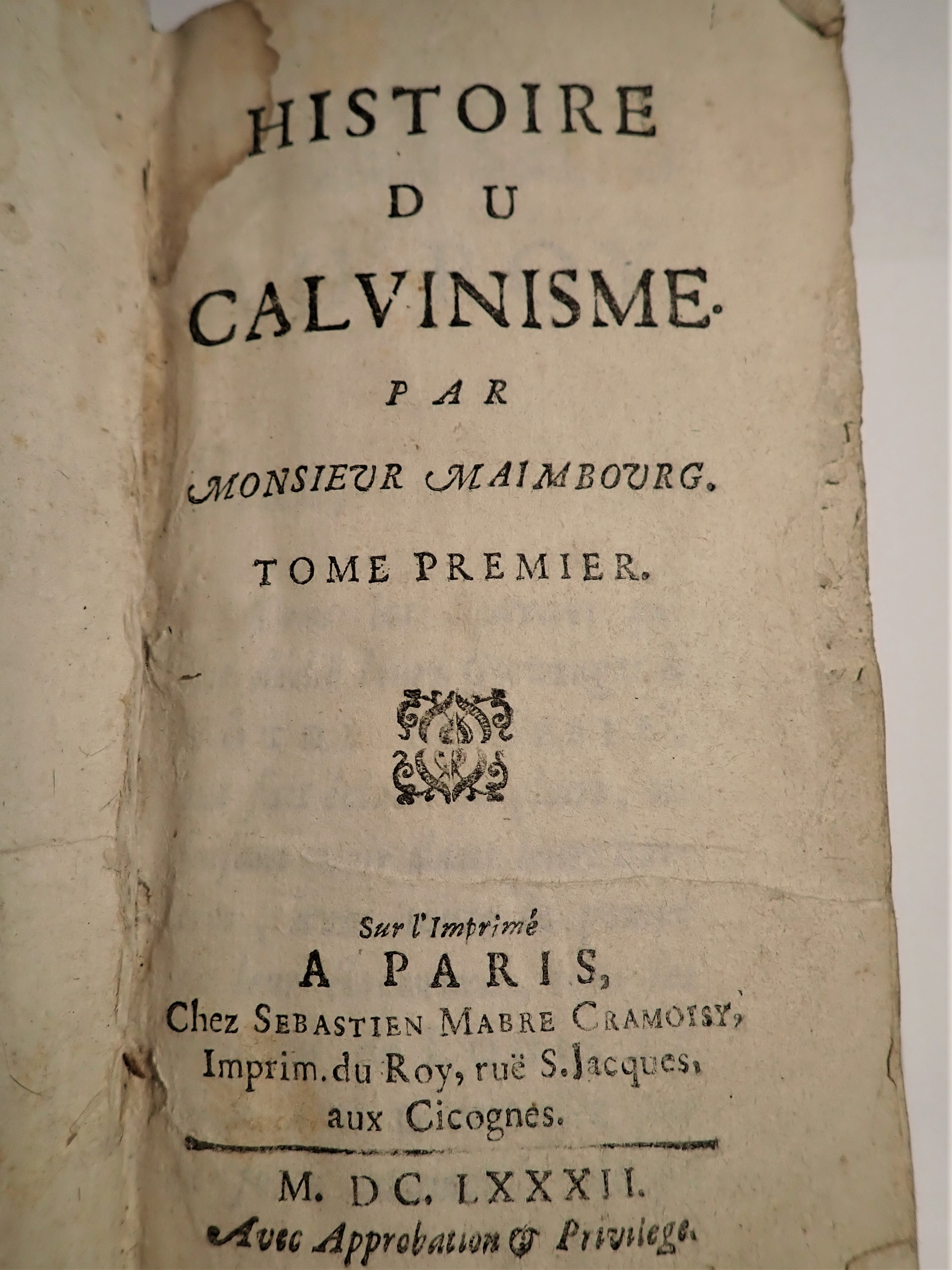
Titelblatt von Maimbourgs „Histoire du Calvinisme“

## Werke (Auswahl)
- La Méthode pacifique pour ramener sans dispute les protestans à la vraie foy sur le point de l’Eucharistie, Paris 1670. (Digitalisat)
- Traité de la vraie parole de Dieu, pour réunir toutes les sociétez chrétiennes dans la créance catholique, Paris 1671. (Digitalisat)
- Histoire de l’arianisme depuis sa naissance jusqu’à sa fin, avec l’origine et le progrès de l’hérésie des sociniens, Paris 1673. (Digitalisat)
- Histoire de l’hérésie des iconoclastes et de la translation de l’Empire aux Français, Paris 1675. (Digitalisat)
- Histoire des croisades pour la délivrance de la Terre-Sainte, Paris 1676. (Digitalisat)
- Histoire du schisme des Grecs, Paris 1677. (Digitalisat)
- Histoire du grand schisme d’Occident, Paris 1678. (Digitalisat) (auf dem Index 1680)[5]
- Histoire de la décadence de l’Empire après Charlemagne et des différends des Empereurs avec les papes au sujet des investitures et de l’indépendance, Paris 1679. (Digitalisat) (auf dem Index 1687)[5]
- Histoire du Luthéranisme, Paris 1680. (Digitalisat) (auf dem Index 1680)[5]
- Histoire du Calvinisme, Paris 1682. (Digitalisat; Digitalisat). Reprint: Hildesheim 2019 (Olms Verlag). Mit einer Einleitung herausgegeben von Andreas Scheib.
- Histoire de la Ligue, Paris 1683 (Digitalisat der Ausgabe von 1686)
- Traité historique de l’établissement et des prérogatives de l’Église de Rome et de ses évesques, Paris 1685. (Digitalisat) (auf dem Index 1685)[5]
- Histoire du pontificat de S. Grégoire-le-Grand, 2 Bde., Paris 1686. (Bd. 1, Digitalisat, Bd. 2) (auf dem Index 1687)[5]
- Histoire du pontificat de saint Léon-le-Grand, Paris 1687. (Bd. 1, Digitalisat)